# Irene Cara
Irene Cara (New York, Bronx, 1959. március 18. – Largo, Florida, 2022. november 26.) Oscar- és többszörös Grammy-díjas amerikai énekesnő és színésznő.

## Pályafutása
Nyolc évesen szerepelt a Maggie Flynn című Broadway musicalben.

## Diszkográfia

### Albumok
- Anyone Can See (1982)
- What A Feelin (1983)
- Carasmatic] (1987)
- Irene Cara Presents Hot Caramel (2011)

### Kislemezek
- Fame (1980)
- Hot Lunch Jam (1980)
- Out Here on My Own (1980)
- Anyone Can See (1982)
- My Baby (He's Something Else) (1982)
- Flashdance… What a Feeling (1983)
- Why Me? (1983)
- The Dream (Hold on to Your Dream) (1983)
- Breakdance (1984)
- You Were Made for Me (1984)
- Girlfriends (1987)
- What a Feeling (DJ BoBon kanssa) (2001)
- Downtown (2004)

## Filmjei (válogatás)
| Év   | Magyar cím                         | Eredeti cím                         | Szerep           | Jegyzet               |
| ---- | ---------------------------------- | ----------------------------------- | ---------------- | --------------------- |
| 1975 |                                    | Aaron Loves Angela                  | Angela           |                       |
| 1976 |                                    | Sparkle                             | Sparkle Williams |                       |
| 1976 |                                    | Apple Pie                           | táncosnő         |                       |
| 1980 | Hírnév                             | Fame                                | Coco Hernandez   |                       |
| 1982 |                                    | Killing 'em Softly                  | Jane             |                       |
| 1982 |                                    | Sister, Sister                      | Sissy Lovejoy    |                       |
| 1983 |                                    | D.C. Cab                            | önmaga           |                       |
| 1984 |                                    | City Heat                           | Ginny Lee        |                       |
| 1985 |                                    | Certain Fury                        | Tracy            |                       |
| 1986 |                                    | Busted Up                           | Simone Bird      |                       |
| 1989 |                                    | Caged in Paradiso                   | Eva              |                       |
| 1990 | Boldogan éltek, míg meg nem haltak | Happily Ever After                  | Hófehérke        | hang                  |
| 1992 |                                    | Beauty and the Beast                | Beauty           | hang                  |
| 1992 | Pico és Kolumbusz                  | Die Abenteuer von Pico und Columbus | Marilyn          | hang                  |
| 1994 | Dzsungel király                    | The Jungle King                     | Leonette         | hang; direct-to-video |
| 1996 |                                    | The Hunchback of Notre Dame         | Melody           | hang; direct-to-video |
| 2004 |                                    | Downtown: A Street Tale             | Neighbor         | Cameo                 |